# 2004年夏季残疾人奥林匹克运动会西班牙代表团
2004年夏季残疾人奥林匹克运动会西班牙代表团是西班牙派出的2004年夏季残疾人奥林匹克运动会代表团。获得20枚金牌、27枚银牌和24枚铜牌。